# Kabinett Scelba
Das Kabinett Scelba in Italien wurde am 10. Februar 1954 durch Ministerpräsident Mario Scelba gebildet und befand sich bis zum 5. Juli 1955 im Amt. Es löste das Kabinett Fanfani I ab und wurde durch das Kabinett Segni I abgelöst.

## Kabinett

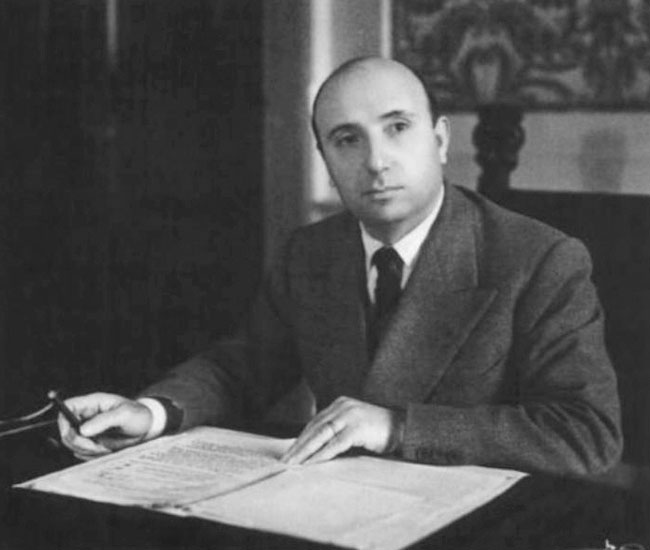
Mario Scelba (1947)

Dem Kabinett gehörten folgende Minister an:
| Amt                                                                       | Name                             | Parlamentsmandat        | Anmerkungen |
| ------------------------------------------------------------------------- | -------------------------------- | ----------------------- | --- |
| Ministerpräsident                                                         | Mario Scelba                     | Camera dei deputati     | zugleich Innenminister |
| Vize-Ministerpräsident                                                    | Giuseppe Saragat                 | Camera dei deputati     | |
| Minister beim Ministerpräsidenten                                         | Pietro Campilli                  | Camera dei deputati     | zugleich Vorsitzender des Ministerausschusses für die Angelegenheiten von Süditalien und Vorsitzender des Ministerausschusses für Arbeiten von besonderem öffentlichen Interesse in Mittel- und Norditalien |
| Minister ohne Geschäftsbereich für die Beziehungen zum Parlament          | Raffaele De Caro                 | Camera dei deputati     | |
| Minister ohne Geschäftsbereich für die Reform der öffentlichen Verwaltung | Umberto Tupini                   | Senato della Repubblica | |
| Minister ohne Geschäftsbereich für Veranstaltungen, Sport und Tourismus   | Giovanni Ponti                   | Senato della Repubblica | |
| Außenminister                                                             | Attilio Piccioni Gaetano Martino | Camera dei deputati     | Amtszeit 10. Februar 1954 bis 18. September 1954 Amtszeit 19. September 1954 bis 5. Juli 1955, davor Minister für öffentlichen Unterricht                                                                   |
| Innenminister                                                             | Mario Scelba                     | Camera dei deputati     | zugleich Ministerpräsident |
| Justizminister                                                            | Michele De Pietro                | Senato della Repubblica | |
| Haushaltsminister                                                         | Ezio Vanoni                      | Senato della Repubblica | zugleich Mitglied des Ministerausschusses für Arbeiten von besonderem öffentlichen Interesse in Mittel- und Norditalien                                                                                     |
| Finanzminister                                                            | Roberto Tremelloni               | Camera dei deputati     | |
| Schatzminister                                                            | Silvio Gava                      | Senato della Repubblica | zugleich Mitglied des Ministerausschusses für Arbeiten von besonderem öffentlichen Interesse in Mittel- und Norditalien                                                                                     |
| Verteidigungsminister                                                     | Emilio Paolo Taviani             | Camera dei deputati     | |
| Minister für öffentlichen Unterricht                                      | Gaetano Martino Giuseppe Ermini  | Camera dei deputati     | Amtszeit 10. Februar 1954 bis 18. September 1954, danach Außenminister Amtszeit 19. September 1954 bis 5. Juli 1955                                                                                         |
| Minister für öffentliche Arbeiten                                         | Giuseppe Romita                  | Camera dei deputati     | zugleich Mitglied des Ministerausschusses für Arbeiten von besonderem öffentlichen Interesse in Mittel- und Norditalien                                                                                     |
| Minister für Landwirtschaft und Forsten                                   | Giuseppe Medici                  | Senato della Repubblica | zugleich Mitglied des Ministerausschusses für Arbeiten von besonderem öffentlichen Interesse in Mittel- und Norditalien                                                                                     |
| Verkehrsminister                                                          | Bernardo Matarella               | Camera dei deputati     | |
| Minister für Post und Telekommunikation                                   | Gennaro Cassiani                 | Camera dei deputati     | |
| Minister für Industrie und Handel                                         | Bruno Villabruna                 | Camera dei deputati     | zugleich Mitglied des Ministerausschusses für Arbeiten von besonderem öffentlichen Interesse in Mittel- und Norditalien                                                                                     |
| Minister für Arbeit und Sozialversicherung                                | Ezio Vigorelli                   | Camera dei deputati     | zugleich Mitglied des Ministerausschusses für Arbeiten von besonderem öffentlichen Interesse in Mittel- und Norditalien                                                                                     |
| Außenhandelsminister                                                      | Mario Martinelli                 | Camera dei deputati     | |
| Minister für die Handelsmarine                                            | Fernando Tambroni                | Camera dei deputati     | |
| Hochkommissar für Hygiene und öffentliche Gesundheit                      | Tiziano Tessitori                | Senato della Repubblica | Beginn der Amtszeit am 11. Februar 1954 |
| Hochkommissar für Ernährung                                               | Giuseppe Medici                  | Senato della Repubblica | kommissarisch, Beginn der Amtszeit am 11. Februar 1954 zugleich Minister für Landwirtschaft und Forsten |